# Prithudaka
Prithudaka (marathi: पृथुदकस्वामी)  (subcontinent indi, c. dècada del 830 - subcontinent indi, c. dècada del 890), a vegades anomenat com Prthudakasvami o Caturveda Prthudaka Swami (Swami és un títol honorífic a l'hinduisme), va ser un matemàtic indi del segle IX dC.
Res es coneix de la seva vida. Va escriure durant la dècada dels 860's un comentari de cadascuna de les dues obres més notables de Brahmagupta: el Brahma Sphuta Siddhanta i el Khanda Khadyaka, quan vivia, probablement a la ciutat de Kurukshetra. La importància d'aquests comentaris, rau en els fets de que, sense anomenar-la, destaca la necessitat de l'àlgebra per a resoldre problemes matemàtics i de que, molt probablement, va tenir una certa influència en l'obra astronòmica d'Al-Biruní.